# Kalenteroidea
Kalenteroidea zijn een uitgestorven superfamilie uit de superorde Imparidentia.

## Families
- † Kalenteridae Marwick, 1953